# Passiflora laurifolia
Passiflora laurifolia (laurifolia = laurierachtig blad) is een passiebloem, die wordt gekweekt voor zijn eetbare vruchten. De passievruchten van deze soort staan op de vierde of vijfde plaats wat betreft het commerciële belang.
Het natuurlijke verspreidingsgebied van de plant ligt in Bolivia, Guyana, Frans-Guyana, West-Indië, Suriname, Trinidad, Venezuela, Peru en Brazilië.
De buisvormige stengels van Passiflora laurifolia worden 10–18 m lang. In de bladoksels zitten ranken die worden geflankeerd door steunblaadjes. De bladstelen zijn tot 1,5 cm lang. De afwisselend geplaatste bladeren zijn ovaal-langwerpig, dik, leerachtig, heldergroen, glanzend, eennervig en 6-12 × 3,5-8 cm groot. De bladeren lijken op de bladeren van de laurier. De bloemstelen zijn tot 8 cm lang en staan solitair in de bladoksels.
De bloemen zijn paars, violet en wit en 5-7 cm breed. De kelkbladeren zijn wittig groen aan de buitenkant, wit met paarse stippen aan de binnenkant en tot 2,5 × 1 cm groot. De kroonbladeren zijn wit met paarse stippen en tot 2,4 × 0,9 cm groot. De corona bestaat uit zes rijen, die paars en wit geband zijn in het onderste derde deel en violet en wit geband daarboven. De buitenste rij is circa 2 cm lang. De tweede rij is 3-4 cm lang. De binnenste rij is circa 0,1 cm lang. De plant heeft kruisbestuiving nodig om vruchten te zetten. In de thuislanden zorgen houtbijen daarvoor, daarbuiten is handmatige bestuiving nodig.
De eetbare vruchten zijn eivormig en 5-8 × 4-6 cm groot. Rijp wordt de vrucht citroengeel tot bleekoranje. De vruchten worden in Engelstalige landen water lemon genoemd en in Suriname staan ze bekend als (para)markoesa. De vruchten worden veel verwerkt in drankjes.
De plant wordt gekweekt voor zijn vruchten in de landen van herkomst en op kleine schaal in Zuidoost-Azië. Ook kan de plant in tuinen in Kenia en Florida worden aangetroffen. Hij is onder andere verwilderd in Tonga, Fiji, Hawaï, Nieuw-Guinea, Maleisië en Oost-Afrika.
Passiflora laurifolia kan in België en Nederland alleen in de warme kas worden gekweekt, want hij heeft veel warmte en een hoge relatieve luchtvochtigheid nodig. Ook is aanvullende kunstverlichting nodig, omdat de plant niet gedijt in de korte winterdagen met weinig daglicht. De plant kan in de kas het beste in de volle grond worden geplant omdat alleen een grote plant bloemen vormt. De plant kan vermeerderd worden door middel van zaaien of stekken.

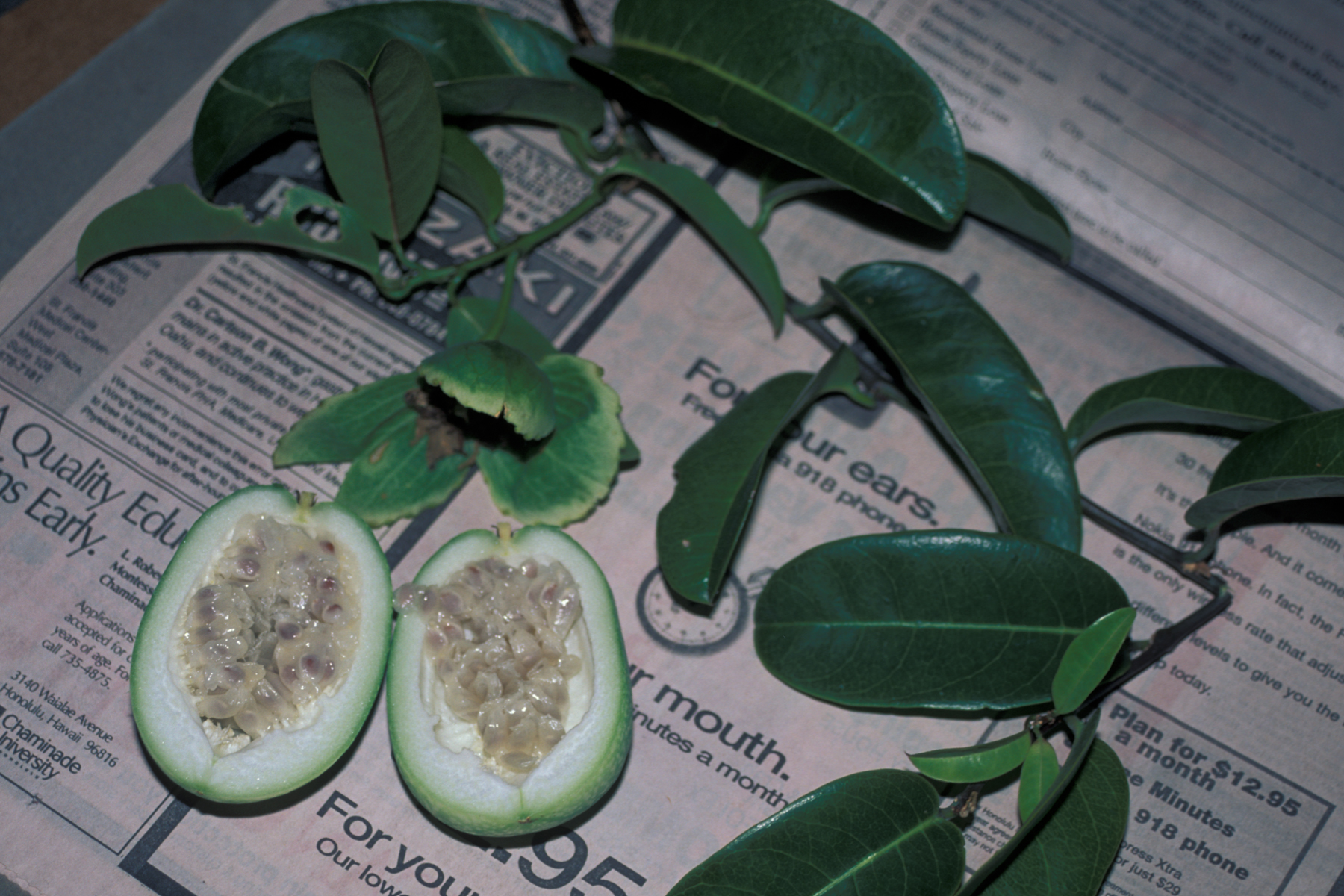
Gehalveerde vruchten

... · 
P. alata · 
P. aurantia · 
P. biflora · 
P. caerulea (Blauwe passiebloem) · 
P. citrina · 
P. coccinea · 
P. coriacea · 
P. edmundoi · 
P. edulis · 
P. edulis forma edulis · 
P. edulis forma flavicarpa · 
P. foetida · 
P. gibertii · 
P. herbertiana · 
P. incarnata · 
P. jorullensis · 
P. kermesina · 
P. laurifolia · 
P. ligularis · 
P. lindeniana · 
P. loefgrenii · 
P. lutea · 
P. morifolia · 
P. murucuja · 
P. organensis · 
P. picturata · 
P. punctata · 
P. quadrangularis · 
P. racemosa · 
P. rubra · 
P. serratifolia · 
P. suberosa · 
P. subpeltata · 
P. tarminiana · 
P. tulae · 
P. vitifolia · 
P. xishuangbannaensis · 
P. yucatanensis · 
...